# 哈文特号驱逐舰
哈文特号驱逐舰是一艘H级驱逐舰，最初由巴西海军在1930年代末期订购，命名为查哇利号，但在1939年9月二战爆发后被英国皇家海军购买。该舰最初被分配到西部航道执行护航任务，但在1940年4月挪威战役开始时，转调至本土舰队。她在这场战役中的参与度较低，主要负责护送运送占领冰岛和法罗群岛的部队的船只以及前往纳尔维克的护航船队。1940年6月1日，哈文特号在从敦刻尔克撤离部队时，遭到Ju 87斯图卡俯冲轰炸机的严重攻击，最终被迫自沉。